# Phytocoris pulchellus
Phytocoris pulchellus är en insektsart som beskrevs av Knight 1934. Phytocoris pulchellus ingår i släktet Phytocoris och familjen ängsskinnbaggar. Inga underarter finns listade i Catalogue of Life.